# Álvaro Obregón (El Bosque)
Álvaro Obregón es una localidad del estado mexicano de Chiapas. Es parte del municipio de El Bosque.

## Toponimia
El nombre de la localidad rinde homenaje a Álvaro Obregón, presidente de México de 1920 a 1924.

## Demografía
| Gráfica de evolución demográfica |
|                                  |

| Censo | Población |
| ----- | --------- |
| 1940  | 133       |
| 1950  | 203       |
| 1960  | 208       |
| 1970  | 327       |
| 1980  | 461       |
| 1990  | 785       |
| 2000  | 710       |
| 2010  | 867       |
| 2020  | 1 539     |